# Inname van Henegouwen
De inname van Henegouwen vond plaats in 1424-1425 en had te maken met de scheidingspolitiek tussen Jacoba van Beieren en Jan IV van Brabant. De inname vond plaats in het graafschap Henegouwen waarbij steden als 's-Gravenbrakel, Brocreloy en Bergen werden belegerd en ingenomen. Het zou de enige Hoekse en Kabeljauwse confrontatie zijn buiten Holland en Zeeland. Het werd ook wel de strijd tussen Brabant en Henegouwen genoemd.

## Achtergrond
In 1419 na de Zoen van Woudrichem verbleef Jacoba van Beieren samen met haar moeder in het graafschap Henegouwen, het enige graafschap dat nog vrijwel volledig aan haar toebehoorden. Het bestuur in het graafschap Holland en Zeeland werden waargenomen door Jan VI van Beieren en haar man Jan IV van Brabant. Er ontstonden scheurtjes in hun huwelijk vanwege de beperkte macht en invloed die Jacoba tot haar beschikking had.
In de vroege lente van 1421 had Jacoba binnen haar hofhouding een afspraak gemaakt dat ze een tijdje in Bouchain zou verblijven. Daar werd ze op zekere dag begeleid door een groep van 60 gewapende mannen naar Calais gebracht waarvandaan zij per schip naar Engeland voer. Toen Jan IV van Brabant erachter kwam dat Jacoba met de noorderzon was vertrokken stuurde hij gelijk brieven naar de paus over haar vermeende ontrouw, ondertussen had Jacoba de banden aan het Engelse hof flink aangehaald en trouwde ze niet lang daarna met de broer van de koning, Humphrey van Gloucester, er volgde een kat-en-muisspel om de scheidings- en vooral erfrechten over Henegouwen.

## Verloop
Eind oktober 1424 landde Humphrey van Gloucester samen met Jacoba in Calais met 3000 ruiters en 3000 krijgsvolk tot hun beschikking. Tussen 17 en 19 november trok hij het Aatrechtse land door en stopte ter hoogte van Bouchain, waar hij tot zijn verbazing toegang kreeg van de heer van Havré. Vervolgens begeleidde Havré hen naar Valencijn en Bergen, waar het echtpaar met grote vreugde binnen werden gelaten, in Bergen konden echter 300 van hun ruiters de stad in, waardoor de rest van hun leger buiten de stadspoorten hun kamp moesten opslaan. Het kwam er nu op neer dat Jacoba van Beieren en haar echtgenoot als feitelijke machthebbers werden gezien binnen Henegouwen, echter verzamelde Jan van Brabant zijn leger ter hoogte van Nijvel en had een huurleger van 2400 manschappen tot zijn beschikken. Hij besloot daar af te wachten welke Henegouwse steden achter hem stonden en welke belangrijke steun hij kon verkrijgen uit andere graafschappen en koninkrijken.

## Correspondentie

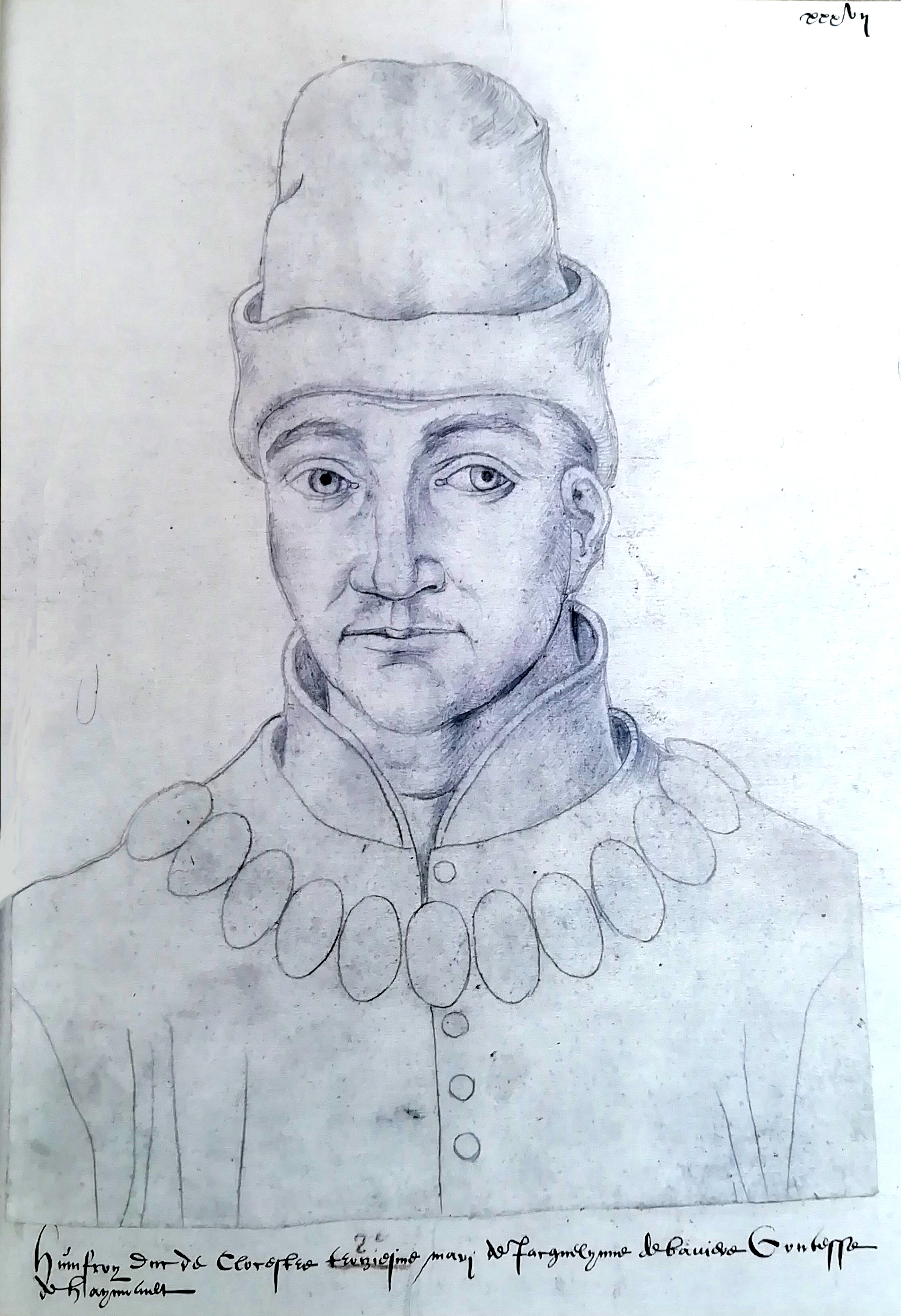
Humphrey van Glouchester

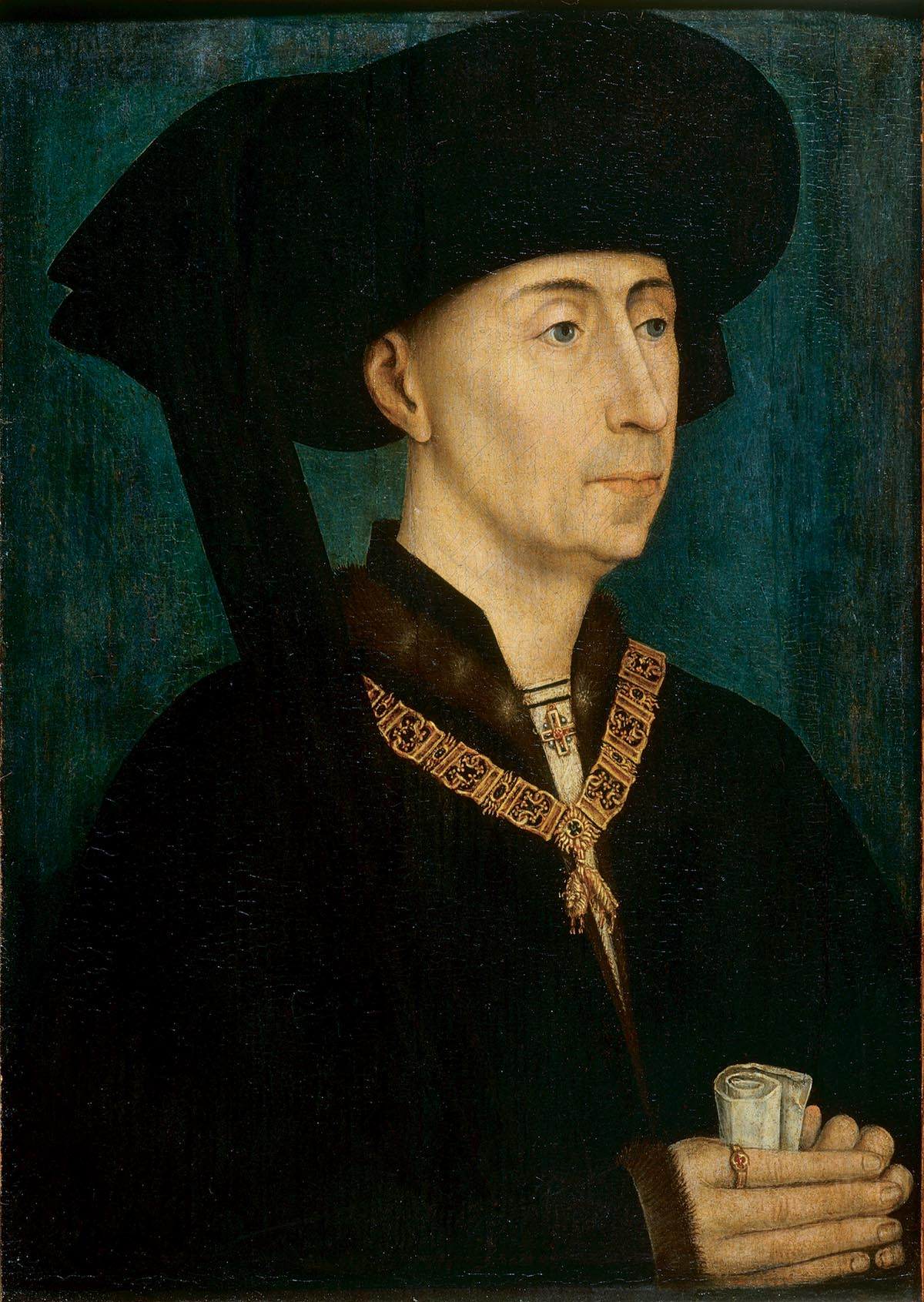
Filips de Goede van Bourgondië

Jan van Brabant stuurde vanuit Nijvel brieven naar de bisschoppen van Luik, Utrecht en Kamerijk, naar Jan VI van Beieren, baljuw van Holland en Zeeland en Filips de Goede van Bourgondië. Allen reageerden positief op de argumenten van de hertog. Jan VI van Beieren overleed echter op 6 januari 1425, waarna Jan van Brabant naar Holland moest om zijn erfrechten veilig te stellen. Ook zagen de bisdommen van steun af omdat ze vonden dat paus Martinus over de echtscheiding tussen Jan en Jacoba moest beslissen. Alleen Filips de Goede bleef Jan steunen op voorwaarde dat hij niet verder op zou trekken en bleef waar hij was. Jan moest echter naar Holland en gaf het bevel over het leger bij Nijvel aan zijn broer Filips van Saint-Pol.
Op 12 januari 1425 stuurde Humphrey van Gloucester een brief naar Filips de Goede, met de vraag waarom hij hem dwarsboomde in zijn graafschap en waarom hij partij had gekozen voor de hertog van Brabant en niet aan de kant van Jacoba stond, die niets anders wilde dan het terugwinnen van haar recht op de graafschappen. Op 3 maart 1425 kwam Filips met een tegenbrief. Hierin stond zijn partijkeuze: hij vond het een niet gepaste keuze dat Gloucester met een gewapend leger Henegouwen binnenviel, zonder dat de kerk uitspraak had gedaan over de huwelijkskwestie tussen Jacoba en de hertog van Brabant. Ook stond in de brief dat, als Gloucester zijn verklaring uit de vorige brief zou handhaven, Filips hem zou uitdagen tot een duel.
Op 16 maart, 1425 volgde een nieuwe brief van Gloucester, waarin hij stelde zich aan zijn uitspraken te houden en stemde in voor een duel waarin ze mogelijk hun gelijk konden halen. Hij stelde voor om op Sint-Jorisdag (23 april) het duel aan te gaan. De hertog van Bourgondië zond snel daarna een brief terug dat hij er zou zijn op Sint-Jorisdag met geslepen wapens. Om beide voor te kunnen bereiden op het duel kwam het belegeren van Henegouwen op een laag pitje te staan en de graaf van Gloucester vertrok op 12 april naar Engeland om zich daar te trainen voor het treffen. Halverwege maart kwamen de brieven tussen Gloucester en de hertog van Bourgondië onder de ogen van de koningen van Engeland en Frankrijk, die het niet goed vonden dat beide edellieden zich tot zo'n duel zouden begeven. Filips bleef strijdvaardig, maar Gloucester besloot eind april er toch vanaf te zien.

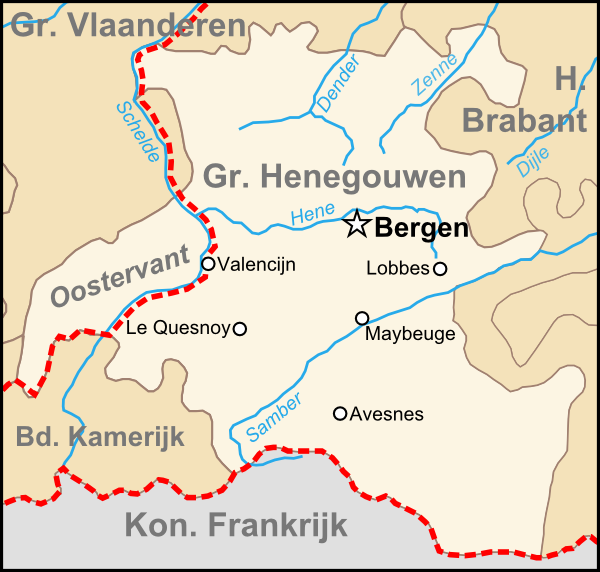
de grenzen van het toenmalige graafschap Henegouwen, met Bergen als centraal punt.

## Beleg
Terwijl dit correspondentiedispuut aan de gang was, had de graaf van Saint-Pol op 1 maart het beleg opgeslagen voor 's-Gravenbrakel. Deze stad was moeilijk in te nemen met zijn vele torens en werd tevens goed verdedigd door Engelse huursoldaten. De stad viel echter op 11 maart, waarna al gauw de stad Valencijn zich achter de hertog van Brabant schaarde. Al snel groeide het Brabantse combinatieleger samen met Bourgondische troepen uit tot 60.000 manschappen die verdeeld over Henegouwen hun stellingen namen.
Nadat de situatie voor Jacoba van Beieren er steeds slechter begon uit te zien, besloot ze een smeekbrief te sturen naar zowel paus Martinus als tegenpaus Benedictus XIII over bedrieglijke affaires die Jan van Brabant zou hebben gehad tijdens hun huwelijk. Daarop bood Jan van Brabant de Henegouwse steden bijzondere privileges aan, zodat die meer de kant van Brabant kozen. Nadat dit gebeurd was, besloot de hertog van Brabant vanuit Nijvel op 12 mei op te trekken naar Le Rœulx, vervolgens naar Broqueroy en op 14 mei bleef hij in de nabijheid van Bergen staan, om zich zeker te maken van alle rivieren en bruggen die naar de stad leidden. De stad was op dat moment ingesloten en Jacoba kon alleen maar hopen op bijstand van Engeland. Na twee dagen van beleg intervenieerde Filips de Goede. Hij wilde dat er een verdrag in Dowaai getekend werd. Afgezanten uit beide kampen reisden af naar Dowaai, maar de onderhandelingen stokten waarop het beleg voortgezet werd tot 1 juni. Op die dag werd het verdrag definitief getekend onder de voorwaarde dat Jacoba Bergen zou verlaten en verblijf nemen op Filips' grondgebied, totdat de paus in Rome uitspraak deed in de huwelijkskwestie.

## Nasleep
Op 6 juni 1425 tekende Jacoba van Beieren met enige aarzeling de overgave, nadat alle steden in Henegouwen zich al aan de hertog van Brabant onderworpen hadden; alleen de stad Bergen steunde haar onvoorwaardelijk. Echter, op 13 juni gingen de poorten open en werd Jacoba onder begeleiding van Filips III van Bourgondië en Lodewijk van Chalon, prins van Oranje, naar het Gravensteen in Gent gebracht.
In augustus wist Jacoba uit kasteel Gravensteen te ontsnappen in mannengewaad, onder begeleiding van Hoekse heren. Zij reisde via Antwerpen naar Woudrichem en daarvandaan pakte ze haar strijd tegen haar ex-man en de Kabeljauwse beweging weer op om zo haar graafschappen terug te veroveren. Ze had succes met het beleg van Schoonhoven en de Slag bij Alphen aan den Rijn, waarbij ze Filips de Goede zelfs even aan het wankelen bracht. In 1426 stond haar man Humphrey van Gloucester haar nog eenmaal bij met de slag bij Brouwershaven, die onsuccesvol verliep voor Jacoba.